# Goniurellia omissa
Goniurellia omissa är en tvåvingeart som beskrevs av Amnon Freidberg 1980. Goniurellia omissa ingår i släktet Goniurellia och familjen borrflugor. Inga underarter finns listade i Catalogue of Life.